# آني ديل بيدل أندروز
آني ديل بيدل أندروز (بالإنجليزية: Annie Dale Biddle Andrews)‏ هي أول امرأة تحصل على دكتوراه في الرياضيات من جامعة كاليفورنيا ببيركلي. وٌلدت آني في 13 ديسمبر 1885، وتُوفيت في 14 أبريل 1940.

## النشأة والمهنية
وُلدت آني في هانفورد بكاليفورنيا. وهي الابنة الصغرى بين سبعة أطفال لصمويل إدوارد بيدل وأشة آني بيدل الشهيرة بماكويدي.
حصلت على درجة البكالوريوس من جامعة كاليفورنيا عام 1908. وفي عام 1911، كتبت أطروحتها النظرية البنّاءة للطائرة أحادية الطبقة الرباعية بأساليب تركيبية؛ ونشرتها الجامعة في عام 1912. كان المشرفون على أطروحتها هم ديريك نورمان ليمر وميلين هاسكل.
عملت كأستاذة للرياضيات في جامعة واشنطن في الفترة من 1911 إلى 1912، وتزوجت بعدها من فيلهلم صموئيل أندروز. عملت كمدرس رياضيات في جامعة كاليفورنيا بين عامي 1915 و1932 بعد تعيينها كزميل تدريس هناك في عام 1914.
كما نشرت ورقة في مجلة الجمعية الرياضية الأمريكية حوالي عام 1933.

## الحياة الشخصية
اهتمت آني بالشؤون العامة والجمعيات الخيرية بدايةً من عام 1936، بالإضافة إلى أبحاثها الرياضية. وتوفيت في 14 أبريل عام 1940 بعد عامين من المرض تاركةً زوجها وطفليها.